# Guardia nazionale francese
(Napoleone Bonaparte)
Garde nationale (in italiano: Guardia nazionale) è il nome dato nel 1789, in occasione della rivoluzione francese, alla milizia di cittadini reclutata in tutte le città della nazione per difendere lo Stato e mantenere l'ordine pubblico. La Garde nationale è ufficialmente creata con questo nome nel 1791, essa è esistita sotto tutti i regimi politici (dalla rivoluzione fino alla fine del secondo impero), e rimase operativa – tranne tra il 1827 e il 1830 – sino al 1871, per poi essere soppressa di nuovo nel 1872.
Nel 2016, è ricreata la Garde nationale, questo nuovo corpo è formato unicamente da volontari riservisti e il suo ruolo principale è quello di essere una formazione di riserva militare e civile per supportare le Forze armate francesi, la Gendarmerie nationale e la Police nationale nelle missioni di controllo del territorio.

## Descrizione

### Garde nationale (1789-1871)
La "Garde nationale" (1789-1871) era un'unità militare atipica, in effetti essa, a differenza degli altri corpi armati dello Stato (armée de terre e marine royale), non aveva in origine un comando unico secondo il classico schema della gerarchia militare ma dipendeva direttamente dai comuni; era più corretto parlare quindi di "Gardes nationales" (al plurale).
Il 15 maggio 1814 (durante la prima restaurazione) il conte d'Artois fu nominato colonnello generale delle guardie nazionali di Francia e il generale Jean Joseph Dessolles fu nominato maggiore generale, quest'ultimo conservava anche il comando della Garde nationale de Paris. La creazione del posto di colonnello generale era dovuta alla volontà di centralizzare la direzione della Guardia nazionale. Un'ordinanza del 16 luglio 1814 precisava che da quel momento le guardie nazionali dovevano essere unicamente sedentarie; la Garde nationale de Paris era sedentaria.
La Guardia nazionale era costituita sulla base di una coscrizione obbligatoria: infatti la relativa legge emanata il 14 ottobre 1791 obbligava tutti i cittadini attivi e i loro figli di almeno diciotto anni d'età ad arruolarsi nella guardia nazionale. Il loro ruolo era il mantenimento dell'ordine pubblico e la difesa del territorio.
I cittadini conservavano le loro armi insieme alla loro uniforme nella loro casa e le indossavano in caso di necessità. All'inizio della rivoluzione le guardie nazionali furono chiamate "i blu", dall'uniforme blu che indossavano.

### Garde nationale (dal 2016)

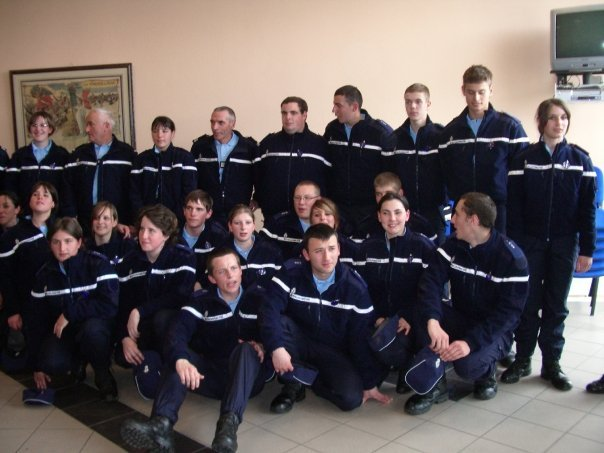
Un plotone PMG nel 2009; ovvero riservisti che hanno seguito un corso di "preparazione militare Gendarmeria" per entrare nella riserva operativa della Gendarmerie nationale.

Anche la nuova "Garde nationale" (dal 2016) è un'unità militare atipica, infatti anche se è stato creato un segretariato generale per assicurare l'organizzazione e la segreteria del comitato direttore, del comitato di pilotaggio e del consiglio consultativo, queste quattro istanze non costituiscono un "comando".
La Guardia nazionale non è un entità autonoma ma è un'«etichetta» sotto la quale sono raggruppate le forze di riserva operativa delle Forze armate francesi, della Gendarmerie nationale e della Police nationale. Questa "centralizzazione" serve unicamente ad assicurarne la promozione, il reclutamento e lo sviluppo dinamico. La preparazione e l'impiego delle forze (di riserva) rilevano delle prerogative di ognuno dei canali operativi di appartenenza.
Non vi è un badge o un'insegna di appartenenza alla Guardia nazionale; i riservisti rimangono subordinati alla loro forza di appartenenza (armée, gendarmerie o police).

## Storia

### Garde nationale (1789-1827)

#### Rivoluzione francese

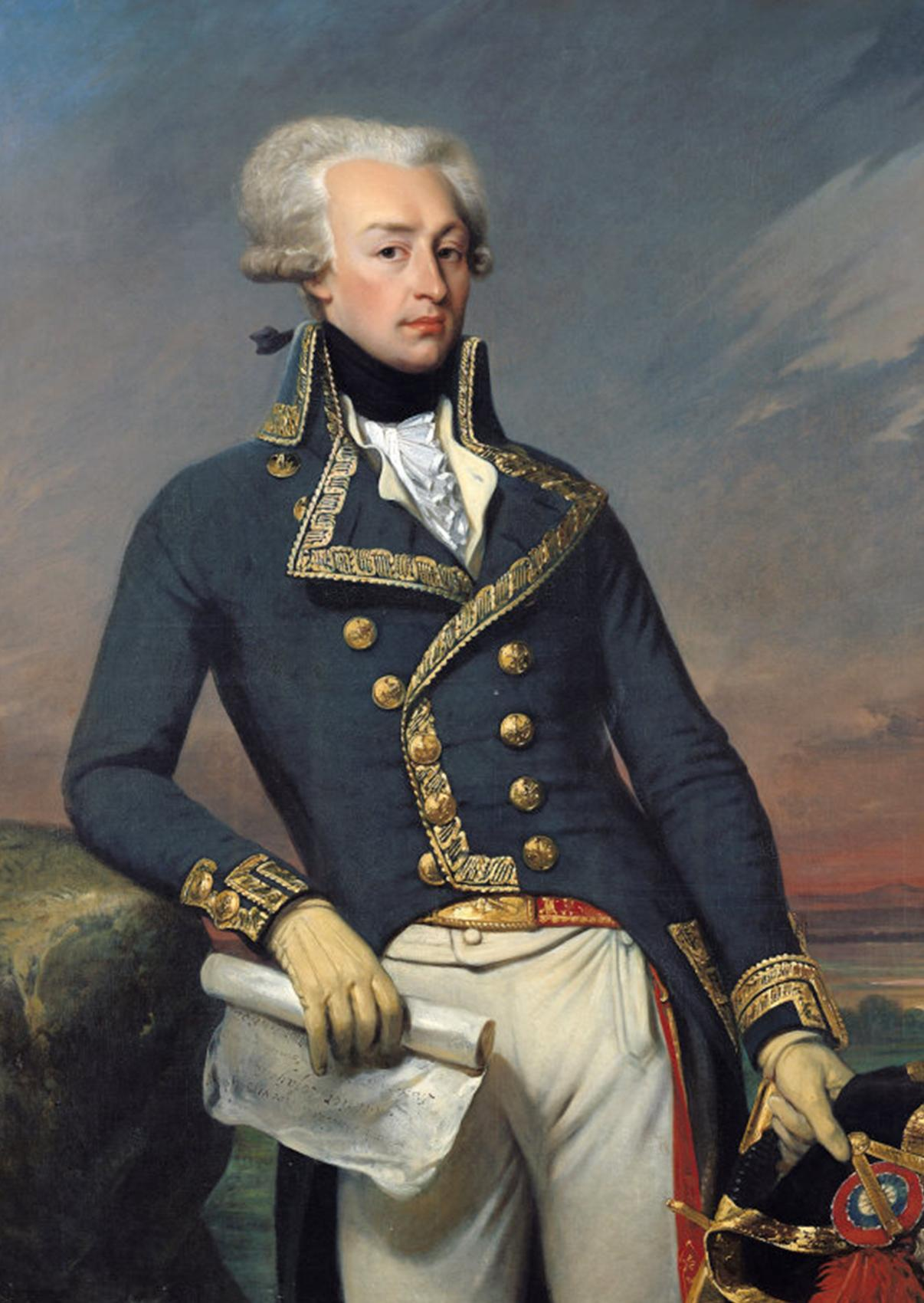
Gilbert du Motier de La Fayette, ritratto come tenente generale dell'Armée du Nord nel 1792, fu il primo comandante della Garde nationale nel 1789.

L'8 luglio 1789, Mirabeau presentò all'Assemblea Nazionale un progetto per la formazione di una milizia composta da borghesi parigini che intervenisse a difendere l'assemblea dai tentativi di un colpo di Stato monarchico. L'iniziativa fu ripresa da tutte le province francesi e la Guardia nazionale fu regolarizzata nel 1791.
La Costituzione francese del 1791 (3 settembre 1791) stabiliva che per essere cittadino attivo bisogna essere iscritti nel proprio comune di domicilio nella guardia nazionale, che la forza pubblica è composta (1) dall'esercito di terra e di mare; (2) dalla truppa specialmente destinata al servizio all'interno [della nazione]; (3) e sussidiariamente dai cittadini attivi, e dei loro figli in grado di maneggiare le armi, iscritti nel ruolo della guardia nazionale e che le guardie nazionali non formano né un corpo militare, né un'istituzione dello Stato; esse sono i cittadini essi stessi chiamati al servizio della forza pubblica.
Dopo l'abolizione della sovranità regale il 21 settembre 1792, la Guardia nazionale prese parte alla rivoluzione ricoprendo, soprattutto quella stanziata a Parigi, un ruolo importante per rinforzare la preminenza della capitale sull'Assemblea nazionale, che fu obbligata a confrontarsi con le baionette "patriottiche".
Dopo il colpo di Stato del 9 termidoro (27 luglio 1794) la guardia nazionale, fino allora sottoposta alle autorità cittadine, epurata dai rivoluzionari radicali, fu assegnata ai militari.
La Costituzione del 5 fruttidoro anno III (22 agosto 1795) stabiliva che la forza armata si distingue in guardia nazionale sedentaria e guardia nazionale in attività (art. 276), che la guardia nazionale sedentaria è composta da tutti i cittadini e i figli dei cittadini in grado di portare le armi (art. 277) e che la Repubblica mantiene a proprie spese, anche in tempo di pace, sotto il nome di guardie nazionali in attività, un'armata di terra e di mare (art. 285).
Quando cercò di sovvertire il Direttorio in occasione dell'insurrezione del 13 vendemmiaio anno IV (5 ottobre 1795), essa venne sconfitta da Napoleone Bonaparte e fu disarmata.

#### Consolato e Primo Impero

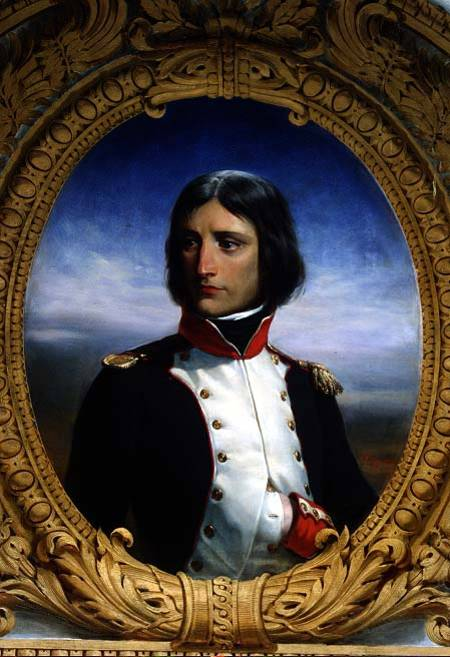
Napoleone Bonaparte, tenente colonnello del 1º battaglione della "Garde nationale de la Corse" nel 1792.

La Costituzione del 22 frimaio anno VIII (13 dicembre 1799) stabiliva che la guardia nazionale in attività è sottomessa ai regolamenti della pubblica amministrazione; la guardia nazionale sedentaria non è sottomessa che alla legge (art. 48).
Napoleone diffidava di questa forza borghese, tanto capace di mantenere l'ordine e reprimere le sommosse che di sovvertire il potere costituito. È per questo che creò il 4 ottobre 1812 la Guardia municipale di Parigi, fortemente militarizzata. 

Tuttavia, non eliminò del tutto la Guardia nazionale ma si limitò a disarmarla, per riarmarla in caso di necessità utilizzandola come riserva e mobilitandola per la difesa del territorio, cosa che avvenne in due occasioni: nel 1809 e nel 1814.

#### Restaurazione
Dopo la Restaurazione, la Guardia nazionale venne mantenuta da Luigi XVIII. Ma i borghesi che la componevano manifestavano una certa ostilità verso la monarchia, e Carlo X di Francia la sciolse nel 1827. Commise però l'errore di non disarmarla e se la trovò nemica durante la cosiddetta rivoluzione di Luglio del 1830.

### Garde nationale (1830-1871)

#### Monarchia di luglio
Durante la rivoluzione di Luglio del 1830, la Guardia nazionale è spontaneamente ricreata e il 29 luglio 1830 La Fayette ne riassume il comando (dal 16 agosto 1830 è "commandant général des Gardes nationales du royaume", dimissionerà il 25 dicembre 1830).
La Carta della Monarchia di luglio (14 agosto 1830) stabiliva che l'organizzazione della garde nationale, con l'intervento delle guardie nationali nella scelta dei loro ufficiali sarà oggetto di una legge (art. 69). La legge è promulgata il 22 marzo 1831 e poi completata dalla legge del 19 aprile 1831 relativa alle elezioni.

#### Seconda Repubblica e Secondo Impero

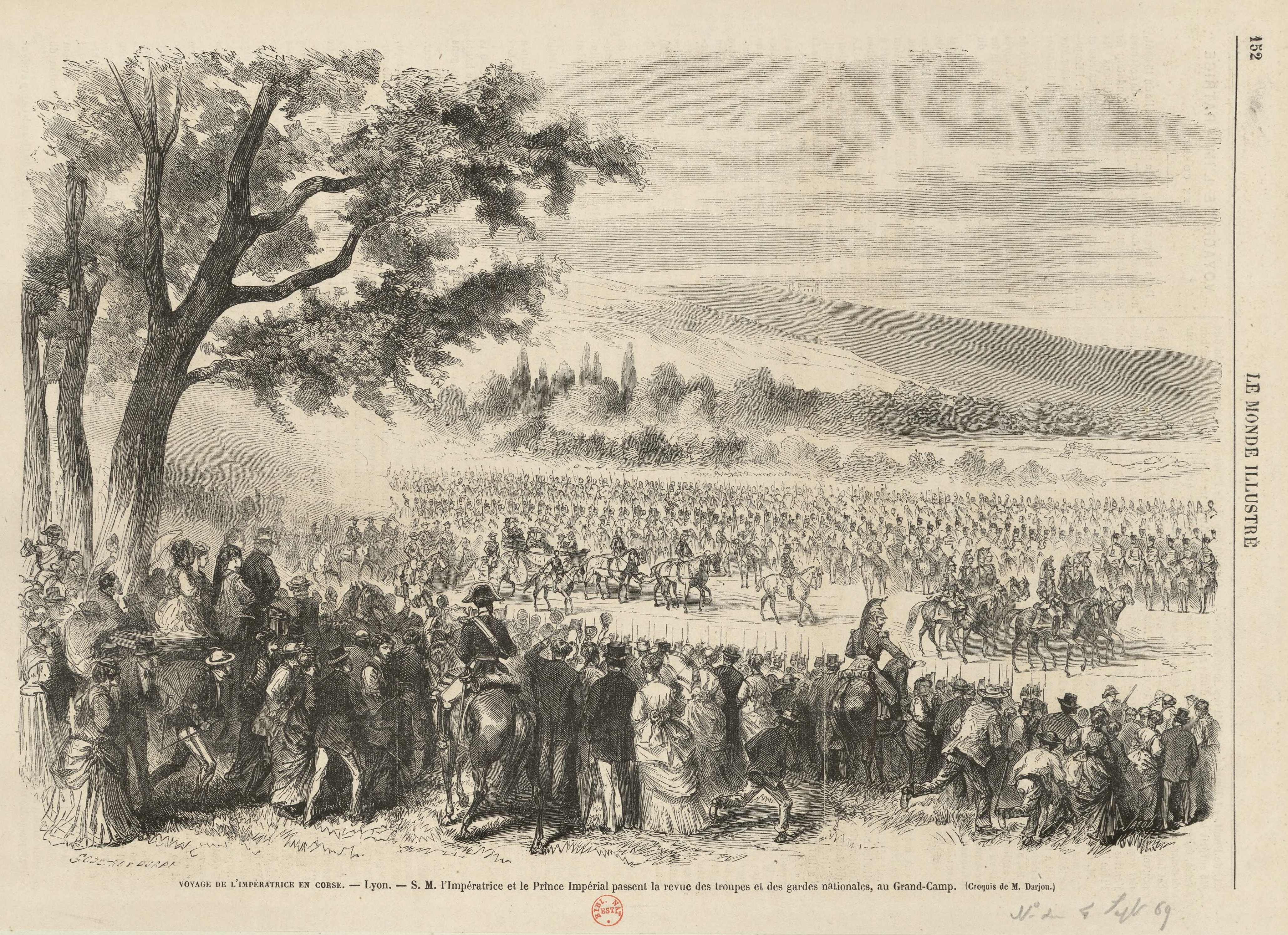
L'Imperatrice Eugenia e il Principe Imperiale Luigi Napoleone passano in riviste le truppe e le guardie nazionali in Corsica.

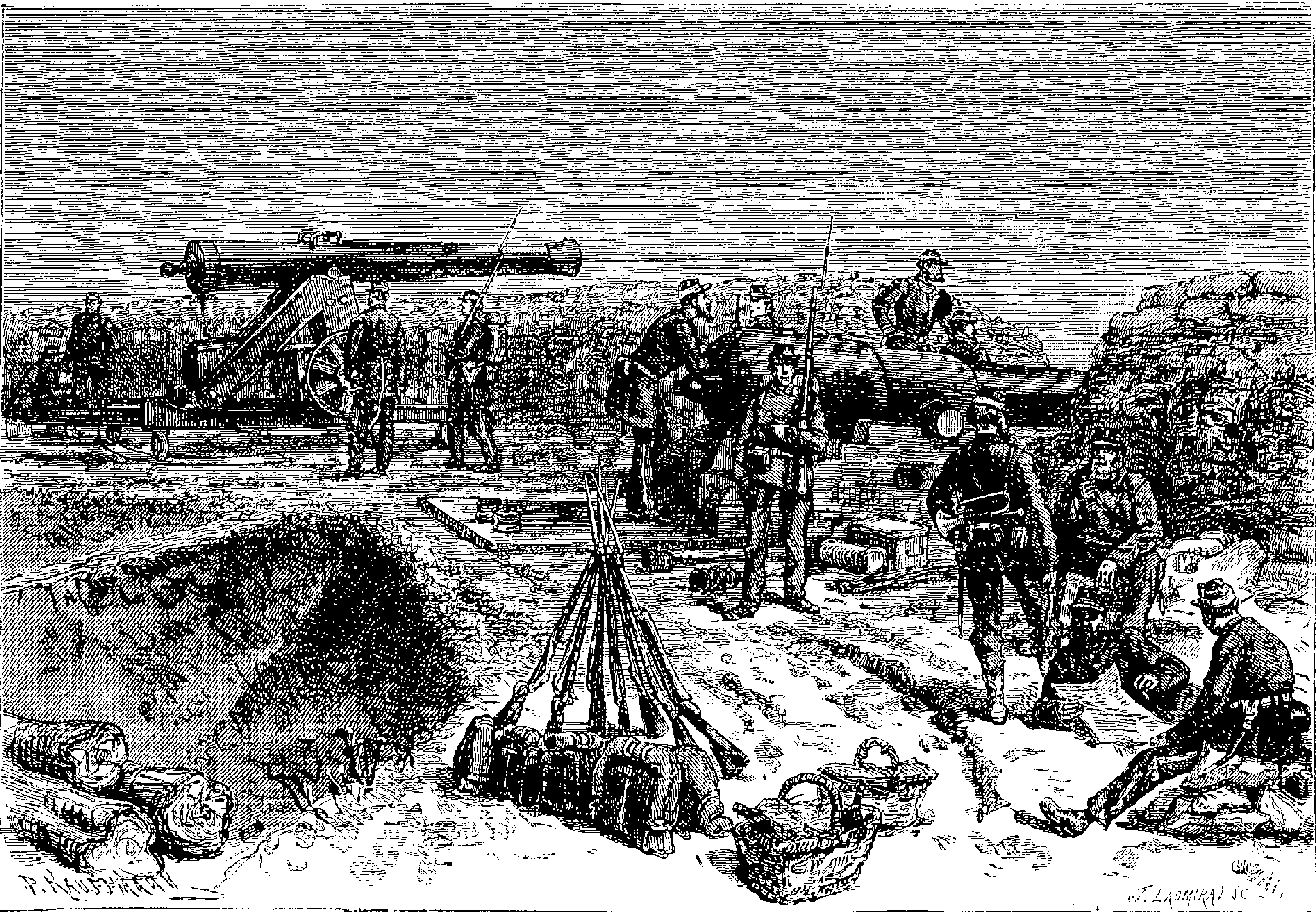
Batteria di artiglieria delle guardie nazionali durante l'assedio di Parigi (1870).

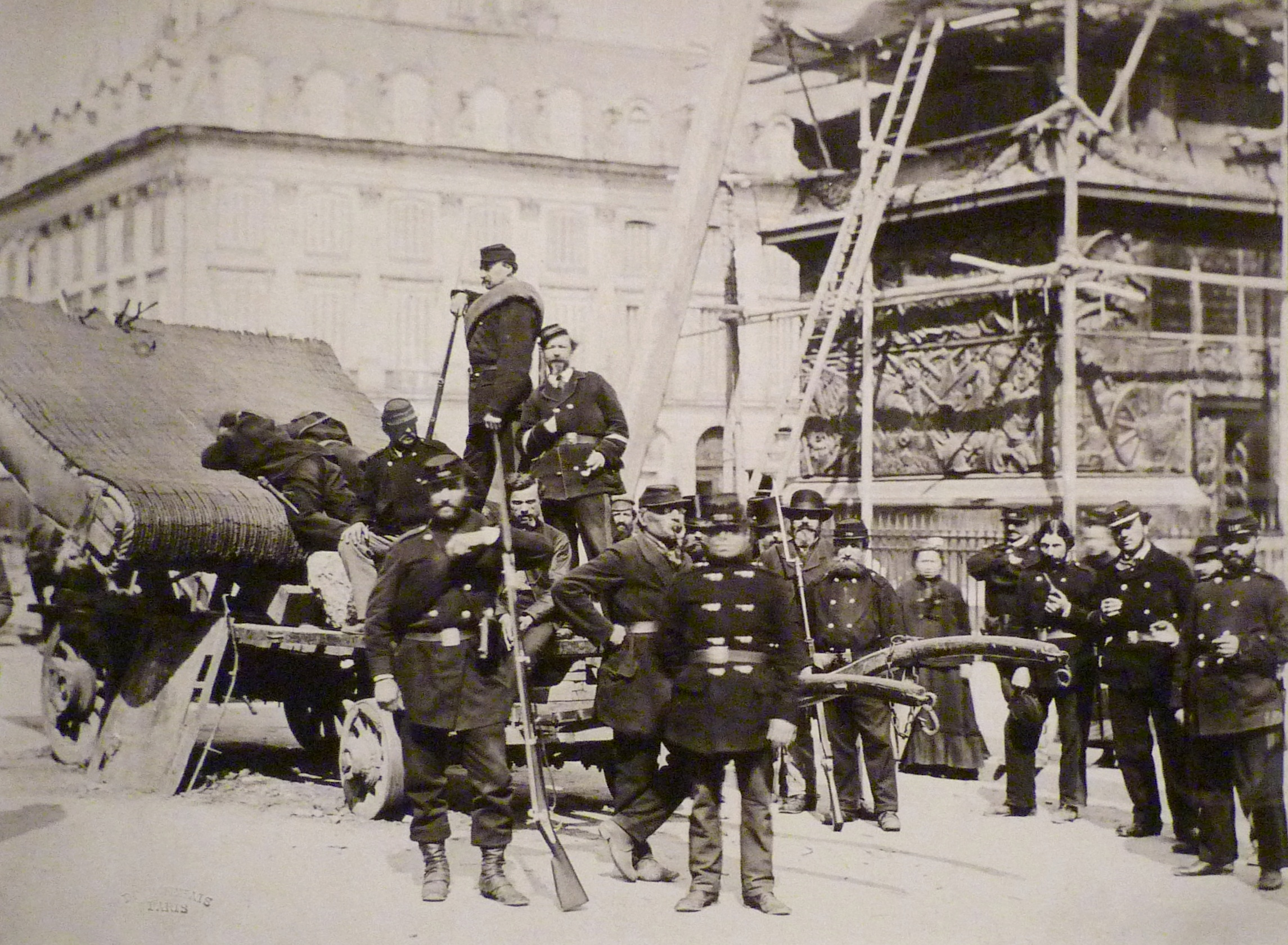
Guardie nazionali sulle rovine della colonna Vendôme il durante la Comune.

La Costituzione della Seconda Repubblica (4 novembre 1848) stabiliva che la forza pubblica si compone della guardia nazionale e dell'esercito di terra e di mare (art. 101), che tutti i Francesi devono svolgere il servizio militare e quello della guardia nazionale (art. 102) e che l'organizzazione della guarda nazionale sarà regolata dalla legge (art. 103).
Nel gennaio 1849, un decreto di Luigi Napoleone Bonaparte, presidente della Repubblica, sopprime la metà dei battaglioni delle gardes nationaux e ne riorganizza i rimanenti. In effetti, egli diffidava della guardia nazionale. Le gardes nationaux mobiles furono finalmente e definitivamente licenziate il 30 gennaio 1850. A queste era rimproverata la loro indisciplina e di generare più episodi di discordia e contrasto, invece di risolverli.
Alla vigilia del colpo di Stato del 2 dicembre 1851, il presidente nomina alla testa della guardia nazionale parigina un fedele bonapartista, il generale Anatole de La Woestyne, che non interverrà per fermare il colpo di Stato. In ricompensa di questa neutralità, La Woestyne fu nominato più tardi senatore dell'Impero e poi governatore dell'Hôtel des Invalides.
Il decreto dell'11 gennaio 1852 prevedeva questa volta la selezione delle guardie nazionali da un consiglio di censimento; il Presidente nominava gli ufficiali. Nel 1853, gli ufficiali prestavano giuramento di fedeltà alla Costituzione e di obbedienza all'Imperatore. Napoleone III relega la Garde nationale durante il Secondo Impero a degli impieghi subalterni al fine di ridurre la sua influenza liberale e repubblicana.
Il 14 gennaio 1868 fu votata la legge Niel che permetteva la creazione di una Garde nationale mobile, ausiliaria dell'Armée française attiva, per la difesa delle frontiere e delle piazzeforti, nonché per il mantenimento dell'ordine pubblico interno. Essa apriva la strada al servizio militare universale con un arruolamento massiccio. Tutto questo era fatto in reazione a delle crisi esterne, in particolare con la Prussia.

#### Guerra franco-prussiana e Comune di Parigi
Allo scoppio della guerra franco-prussiana il 19 luglio 1870, la guardia nazionale fu inizialmente poco utilizzata. Il decreto del 16 luglio riguardava solamente le guardie nazionali delle regioni militari del Nord, dell'Est e della regione di Parigi. All'epoca essa non era ben preparata. Il 10 agosto, il parlamanento votava una legge per completare le forze delle guardie sedentarie e mobili. Il 18 agosto 1870, un'altra legge vi incorporava 40 000 giovani supplementari. Il decreto del 23 agosto le trasformava in reggimenti provvisori di fanteria e la legge del 29 agosto li poneva all'interno dell'Armée attiva. Tutto questo dimostrava come la guardia nazionale fosse usata come un ultimo strumento di difesa.
Il 4 settembre 1870, dopo la sconfitta di Sedan e la cattura dell'Imperatore il 2 settembre, è creato il Gouvernement de la Défense nationale. Il 6 settembre, tutti gli elettori iscritti della città di Parigi sono convocati. Le guardie nazionali – 590 000 uomini – furono mobilitate per il resto della guerra e inviate massicciamente al fronte. Esse parteciperanno alla difesa di Parigi.
Dall'ottobre 1870, delle guardie nazionali anarchiche faranno delle azioni contro il governo. Durante tutta la durata dell'assedio, la guardia nazionale sedentaria non apporta alcun aiuto rilevante. I battaglioni delle guardie nazionali erano oggetto della propaganda rivoluzionaria. Tra il 1º febbraio 1871 e il 3 marzo 1871, 2.000 delegati riuniti elaborano, e poi adottano, gli statuti di una "Fédération républicaine de la garde nationale". Un comitato centrale protesta contro ogni eventuale tentativo di disarmo della guardia nazionale. Essa non intendeva riconoscere alcun altro capo, se non quello che essa stessa si dava. Il 18 marzo, il governo tenta di recuperare, con l'Armée, dei cannoni appartenenti alla guardia nazionale parigina. Le guardie partecipano quindi alla Comune, che dura dal 18 marzo al 28 maggio 1871, e che si termina nel sangue, con un grande repressione condotta dalle truppe governative.
Il 25 agosto 1871, a seguito degli eventi della Comune, fu votata la suppressione definitiva delle guardie nazionali in tutti i comuni della Francia. Inoltre, la legge del 27 luglio 1872 prevedeva che ogni corpo organizzato in armi è sottoposto alle leggi militari, fa parte dell'armée, ed è subordinato o al ministero della guerra o al ministero della marina (art. 6). La garde nationale è così definitivamente soppressa.

### Garde nationale (dal 2016)

#### Quinta repubblica francese
Nel luglio 2016, a seguito degli attentati che hanno colpito la Francia nel 2015 e 2016, è confermata la (ri)costituzione della Garde nationale con la contemporanea soppressione della riserva militare. È composta da volontari della riserva operativa (RO1) delle forze armate e delle formazioni collegate rilevanti del Ministero della difesa, della riserva operativa (RO1) della Gendarmerie nationale e della riserva civile della Police nationale. 

Al 2017, la Garde nationale consta di 63 750 volontari riservisti; 31 500 riservisti militari (RO1) delle forze armate, 28 500 riservisti militari (RO1) della gendarmerie nationale e 3 750 riservisti civili della police nationale.
A dicembre 2018 gli effettivi della Guardia Nazionale hanno raggiunto le 75.000 unità, con un obiettivo a medio termine di 85.000. La durata media del servizio ha raggiunto  37 giorni l'anno nel 2018. La forza lavoro schierata è permanentemente nell'ordine di 7.000 riservisti in servizio.